# Bill Pitman
William Keith "Bill" Pitman, född 12 februari 1920 i Belleville, New Jersey, död 11 augusti 2022 i La Quinta, Kalifornien, var en amerikansk gitarrist och studiomusiker. Som studiomusiker arbetade Pitman i Los Angeles med några av de mest inflytelserika artisterna under rock and roll-eran. Hans behärskning av gitarren gjorde att han var efterfrågad och populär vid skivinspelningar, tv-program och filmmusik.  
Bill Pitman dog i sitt hem 2022 efter en fallolycka, 102 år gammal.